# Fairfield Porter
Fairfield Porter (* 10. Juni 1907 in Winnetka, Illinois; † 18. September 1975 in Southampton, New York) war ein US-amerikanischer Maler, Druckgrafiker und Schriftsteller.

## Leben
Fairfield Porter wurde in 1907 Winnetka, Illinois, geboren und wuchs in einer kunstsinnigen Familie auf. Fairfield war das vierte von fünf Kindern des Architekten James Porter und der Dichterin Ruth Furness Porter.   Sein Bruder war der Fotograf Eliot Porter. Schon in jungen Jahren reiste er mit seiner Familie in den Ferien nach Europa, wo ihn die Gemälde von Leonardo, Tizian, Veronese und Turner tief beeindruckten. 1928 schloss Porter sein Kunststudium in Harvard ab und zog nach New York, wo er zwei Jahre lang die Art Students League besuchte. Während der Weltwirtschaftskrise engagierte er sich politisch und sozial, was ihm Aufträge für die sozialistische Zeitschrift Arise einbrachte.
Er schrieb sein Leben lang Kunstkritiken und wurde 1951 Mitherausgeber der Art News. Obwohl er ein figurativer Maler in einer Zeit der Abstraktion war, wies Porter Behauptungen zurück, er habe die Tradition der amerikanischen realistischen Malerei fortgesetzt. Er war der Ansicht, dass seine Ambitionen mehr mit den abstrakten Künstlern seiner Generation wie Willem de Kooning und Joan Mitchell gemein hatten, da er dem Prozess des Malens mehr Bedeutung beimaß als dem Wunsch, das Motiv, das er vor sich hatte, genau zu erfassen.
Fairfield Porters Bilder zeigen häufig seine unmittelbare Umgebung und entstanden meist in seinem Elternhaus in Southampton, New York, oder in seinem Ferienhaus auf Great Spruce Head Island, Maine. Fairfield Porter vermachte dem Parrish Art Museum etwa 250 seiner Werke.